# Либертарианская партия России
Либертарианская партия России (ЛПР) — незарегистрированная российская политическая партия, продвигающая принципы либертарианского развития страны. Выступает за расширение гражданских прав и свобод, свободную рыночную экономику, уменьшение влияния государства на жизнь общества и нейтралитет во внешней политике.
Партия начала формироваться в конце 2007 года, но официально своё существование отсчитывает с 15 апреля 2008 года, когда в Министерство юстиции России было подано уведомление о регистрации первого оргкомитета партии.
В августе 2020 года в ЛПР произошёл раскол. С тех пор де-факто существуют две отдельные друг от друга Либертарианские партии — под председательством Сергея Карнавского и Марины Мацапулиной.

## Идеология
Либертарианство в понимании ЛПР — система ценностей, постулирующая свободу, основанную на отсутствии агрессии и принуждения. Либертарианцы выступают за максимизацию личных и экономических свобод и минимизацию влияния государства на жизнь общества.
В основе либертарианства лежит принцип ненападения (он же принцип неагрессии; англ. NAP, non-aggression principle), декларирующий, что любое недобровольное насилие в адрес другого лица или его имущества является нелегитимным. В отличие от пацифизма, принцип ненападения не исключает применения насилия при самообороне.
С точки зрения либертарианства, все отношения между людьми должны быть добровольными; единственные действия, которые должны быть запрещены законом, — это применение силы против тех, кто сам не применял силу. Если государство вообще должно существовать, то его задачей не может быть ни что иное, кроме защиты прав собственности и неприкосновенности человека.

Целью либертарианцев является установление общества, строящегося на принципах свободного рынка и максимально возможного невмешательства государства в жизнь людей. Они выступают за индивидуальную ответственность, неприкосновенность частной собственности, сокращение налогов и их прозрачность, выбор стратегии пенсионного обеспечения и социальной защиты. Либертарианцы поощряют частную благотворительность и толерантное отношение к различным образам жизни. Среди их требований есть также нейтралитет во внешней политике, отмена призыва в армию и профессиональная контрактная армия.

Флаг русского либертарианства

Сторонники партии используют на мероприятиях флаг «русского либертарианства». Эскиз этого флага создан на основе «нового русского национального флага» 1914 года и гадсденовского флага. В марте 2019 года за использование флага русского либертарианства в Новокузнецке был оштрафован секретарь местного отделения ЛПР, координатор движения «Протестный Кузбасс» Лев Гяммер. Также в ноябре 2020 года за использование флага в Екатеринбурге был оштрафован член Свердловского отделения ЛПР Станислав Жарков. Впервые эскиз флага был представлен в 2017 году членом ЛПР Михаилом Световым.

## Основные программные цели
Программа ЛПР базируется на философии либертарианства, а экономическая её часть построена на принципах австрийской школы экономики. Основными целями партии декларируются:
- Свобода слова и самовыражения. Партия выступает против государственной цензуры, то есть в том числе за запрет чиновникам вмешиваться в работу средств массовой информации, за отмену законов, позволяющих преследовать людей за их мнение. ЛПР требует безусловной отмены всех статей, преследующих мысле- и словопреступление, в частности, отмены 282 статьи УК.
- Нейтральная внешняя политика. Партия выступает за прекращение практики вмешательства в дела других государств, в том числе через военную или экономическую помощь. Либертарианцы считают, что участие в международных организациях нежелательно, поскольку оно накладывает ограничения на свободу российских граждан, в частности, препятствует торговле, обмену информацией и беспрепятственному въезду и выезду из страны.
- Конституционная реформа. По мнению русских либертарианцев действующая Конституция РФ непоследовательна в отношении гражданских прав (например, считается, что провозглашение социального государства противоречит требованию свободы). Утверждается, что такие установленные конституцией привилегии, как свобода митингов и собраний, необоснованно ограничиваются другими нормативными правовыми актами. Поэтому партия выступает за разработку нового основного закона, в котором будут устранены подобные недостатки.
- Реформа судебной системы. Главными принципами справедливого суда для либертарианцев являются защита свободы и собственности граждан при неизменном равенстве всех перед законом. Либертарианцы выступают за независимость и непредвзятость судебной системы, децентрализованные и административно независимые от других государственных органов суды.
- Децентрализация системы охраны правопорядка. ЛПР выступает за прямую подчинённость и подотчётность жителям системы охраны правопорядка. Предлагается предоставить людям возможность напрямую выбирать главу местной полиции, а при желании провести референдум о передаче функции охраны правопорядка независимому охранному агентству. Кроме того, либертарианцы считают, что граждане, осознающие ответственность за свои поступки и свою судьбу, должны иметь право на свободное ношение оружия.
- Контрактное комплектование армии. Партия требует ликвидации военного призыва в России как акта насильственного лишения свободы. Безопасность от внешних вторжений, с либертарианской точки зрения, должна обеспечиваться контрактной технологически совершенной армией.
- Экономическая свобода. ЛПР выступает за устранение государственного вмешательства в экономику и регулирования, так как оно вредит самому государству (принцип laissez-faire). Предлагается восстановить предположительно утраченное неотъемлемое право каждого вести свободную предпринимательскую деятельность, обмениваться товарами и услугами. Провозглашается принцип «всё новое — свободно»: все вновь создаваемые блага не должны подвергаться государственному регулированию и налогообложению.
- Неприкосновенность частной собственности. Партия выступает за полный контроль людей над их собственностью и против изъятия государством имущества во имя общественных нужд.
- Ликвидация прав на интеллектуальную собственность. Партия требует полностью отменить четвёртую часть ГК, а также статьи КоАП и УК РФ, предусматривающие санкции за нарушение прав на интеллектуальную собственность.
- Приватизация недр. Партия считает, что собственность на недра не является самостоятельной разновидностью прав собственности. Должны быть отменены все специфические методы регулирования и налоги, связанные с недропользованием.
- Сокращение налогов. ЛПР предлагает налоговую реформу, конечная цель которой — оставить один прямой налог, направленный на защиту собственности и свобод граждан. Государство обязано регулярно составлять прозрачный отчёт о том, на какие цели и как тратятся деньги налогоплательщиков.
- Реформа финансовой системы. Либертарианцы осуждают практику поддержки отдельных предпринимателей за счёт денег налогоплательщиков. Предлагается сильно ограничить эмиссию и не допускать запретов на денежную конкуренцию.
- Реформа социального и медицинского обеспечения. Существующую систему социального обеспечения либертарианцы классифицируют как крайне неэффективную. Партия выступает за предоставление людям возможности в рамках свободного рынка самостоятельно выбирать себе медицинскую помощь и методы страхования. Благотворительность должна быть полностью свободной от налогообложения.
- Реформа пенсионной системы. Партия выступает за ликвидацию принуждения к пенсионному страхованию и за предоставление гражданам самостоятельного выбора своей личной пенсионной стратегии. Текущие пенсионные накопления должны быть при этом переданы гражданам в полном объёме. (Для исполнения накопленных социальных обязательств государства предлагается использовать средства, получаемые от приватизации государственного имущества и экспорта природных ресурсов.)
- Конфедерация муниципалитетов. ЛПР выступает за предоставление максимально широких полномочий муниципалитетам. В долгосрочной перспективе это должно привести к конфедеративному принципу устройства страны, при котором полностью упраздняется территориальное деление на субъекты, а основной территориальной единицей становится муниципалитет.

## История

### 2007—2010 года
Либертарианская партия начала формироваться в декабре 2007 года в Санкт-Петербурге. У истоков её создания стояли Олег Хриенко, Александр Китченко, Евгений Анчугов и другие гражданские активисты. На раннем этапе Партия представляла собой систему структурных комитетов (информационный, организационный и т. д.) и фракций («анархо-капиталисты», «минархисты», «консерваторы», «зелёные» и др.). Параллельно Петербургскому формировалось отделение партии в Москве. Московское отделение Либертарианской партии основано, при активном содействии Олега Хриенко, Александром Рубиным, Владимиром Жмыховым и Алексеем Дудиным зимой 2007—2008 гг. Первой традиций Московского отделения ЛПР стали еженедельные встречи партийных активистов на неформальных кофе-брейках в кафе Шоколадница, около м. Сокол. На этих встречах были составлены первые программные документы партии, и утверждена первая официальная символика организации (надпись в две строчки: Либертарианская партия России / СвобоДА!; буквы «О» в слове СвободА! были изображены в виде оранжевых апельсинов). Логотип был разработан активистами из Санкт-Петербурга. При помощи Владимира Жмыхова были изготовлены первые флаги, футболки и другие реквизиты содержащие эмблему организации. В марте 2008 года в Москве состоялась учредительная конференция партии, на которой был принят Устав и прочие партийные документы. 5 апреля 2008 года состоялось собрание Национальной ассамблеи Другой России. Владимир Жмыхов был представлен на ней в качестве депутата. В работе Национальной ассамблеи участвовало более 700 депутатов, представлявших оппозиционные общественные объединения, общественные движения и партии. Среди участников Ассамблеи были Гарри Каспаров, Эдуард Лимонов, Лев Пономарёв, Андрей Илларионов, Виктор Геращенко, Гейдар Джамаль и др.
15 апреля 2008 года в Министерство юстиции было подано уведомление о регистрации первого оргкомитета партии. Это также было первой попыткой зарегистрировать Либертарианскую партию. В оргкомитет вошли граждане Российской Федерации, представляющие 12 регионов России. Активными регионами на то время, помимо Петербурга, были Калуга, Барнаул, Омск. 24 мая 2008 года в Москве в помещении Музея им. Сахарова состоялась конференция партии, на которой было официально оформлено создание московского отделения организации. 27 сентября 2008 года состоялась вторая московская конференция под названием «Новый моральный кодекс». На ней был презентован проект программы Либертарианской партии.
В конце двухтысячных партия выпускала заявления по злободневным вопросам, информационные и аналитические обзоры (подкасты Либертарианский взгляд, Законы Вселенной), организовывала переводы статей и книг либертарианской тематики (так, например, известная книга Дэвида Бергланда «Либертарианство за один урок» была переведена на русский язык по заказу ЛПР).
В апреле 2009 по нескольким городам прошло партийное ралли за введение золотого стандарта, а в ноябре того же года членами партии было создано Национальное движение чаепитий — серия протестных митингов против вмешательства государства в экономику. Пик активности чаепитий пришёлся на 2010 год (пять митингов в трёх регионах). Члены партии участвовали в митингах и пикетах, организовывали дебаты и киноклубы, проводили партийные конференции в сети и вживую (например, Либертарианский конвент в Москве, июнь 2009). 16 октября 2010 прошли первые Чтения Адама Смита — общественно-политический форум, посвящённый вопросам политической и экономической свободы.
В 2010—2011 года активистами Либертарианской партии совместно с рядом активистов движения «Солидарность», НДА, движения «Нация свободы», «Свободные радикалы» и др. была организована серия мероприятий под общим названием «Московское чаепитие» против Закона «Об основах государственного регулирования торговой деятельности в Российской Федерации» («Закон о торговле»), высоких налогов и пошлин.

### 2010—2012 годы
19 февраля 2011 в Москве состоялся первый съезд Либертарианской партии, на котором были приняты новый Устав и новая Платформа ЛПР, а также внесены изменения в Декларацию о принципах. Ему предшествовал раскол внутри партийного движения: один из основателей ЛПР Олег Хриенко покинул её после того, как его предложения по организации структуры Партии не нашли поддержки у большинства партийцев. Одним из главных вопросов была официальная регистрация партии для участия в думских выборах 2011 года (для чего в 2008 и был создан оргкомитет). Действовавшие тогда нормы законодательства не оставляли даже теоретического шанса зарегистрировать Партию, поэтому съезд решил сосредоточиться на принятии работоспособного либертарианского Устава, а не на требованиях Минюста. На первом съезде был сформирован Федеральный комитет и Арбитраж, председателем ФК избран Андрей Шальнев.
Значительные фальсификации на выборах 2011 года вызвали всплеск гражданского протеста. Члены партии принимали участие в наблюдении за голосованием и в протестных акциях против нарушений избирательного процесса. 5 декабря 2011 года были арестованы либертарианцы Дмитрий Акатер и Евгений Калёнов (последний — за то, что в ходе митинга якобы в одиночку «перекрыл Тверскую и Театральный проезд»). На протестах 6 мая 2012 года были задержаны Андрей Завадский в Москве, Ева и Уна Даничевы в Петербурге. Либертарианская партия России приняла участие в качестве участников и организаторов протестной кампании 2011—2012 года и в дальнейшем неизменно принимала участие в протестных митингах против коррупции, фальсификации выборов, закона против усыновления детей гражданами США, участия российских военных в конфликте на Донбассе, а также в других протестных акциях, как в Москве, так и в регионах. Представители ЛПР участвовали в протестах петербуржской оппозиции против закона о запрете пропаганды гомосексуальности, акциях в защиту прав предпринимателей, против полицейского произвола, ужесточения законодательство в отношение НКО и др. На протестном митинге 10 марта выступила представительница Либертарианской партии Вера Кичанова.
4 марта 2012 года член Федерального комитета Вера Кичанова, получив 2409 голосов (19,15 %), заняла 3-е в четырёхмандатном округе и была избрана в муниципальное собрание московского района Южном Тушино по первому избирательному округу, став первым в истории России депутатом от ЛП.
В марте 2012 Госдума снизила требования к регистрации политических партий, что снова сделало актуальным вопрос регистрации. 28 марта 2012 года Либертарианская партия подала заявку на регистрацию оргкомитета. 3 апреля 2012 года Андрей Шальнев принял участие во встрече Президента РФ Дмитрия Медведева с руководителями инициативных групп по созданию политических партий. 10—11 июня 2012 года состоялся II съезд Либертарианской партии России. На съезде было подтверждено решение о необходимости государственной регистрации партии и принят новый Устав в соответствии с требованиями закона РФ «О политических партиях». Председателем партии был избран Андрей Шальнев. В Федеральный комитет, состоящий по новому Уставу, из семи человек включая председателя, вошли: Вера Кичанова, Сергей Новиков, Сергей Бойко, Юрий Полозов, Евгений Калёнов, Юрий Ноздрин.
В дальнейшем регистрация Либертарианской партии так и не состоялась: несмотря на то, что Партия следовала всем требованиям закона вплоть до переименования внутрипартийного Арбитража (в Этический комитет), Минюст находил всё новые и новые формальные причины для отказа в регистрации.
В октябре 2012 либертарианцы принимали участие в выборах в Координационный совет оппозиции (туда выдвигались, но не прошли Андрей Шальнев и Владимир Осенин).

### 2012—2015 годы
В это время Партия продолжает развивать информационные проекты. С ноября 2010 по октябрь 2014 выходила газета «Атлант», а в ноябре 2014 начал свою работу Дайджест ЛПР. С декабря 2010 выходит информационно-аналитический подкаст Сергея Веневитинова На Стороне Свободы, в 2011 году выходил подкаст Аналитика Свободы. В 2013 году известность приобрела выпущенная Партией в рамках «кампании против призывного рабства» памятка для призывников.
Чтения Адама Смита проходят ежегодно, с каждым разом привлекая всё больше внимания публики. В регионах регулярно устраиваются Форумы свободных людей (первый состоялся 11 февраля 2012 в Великом Новгороде). 1 февраля 2015 в Петербурге прошла первая Мемориальная конференция Айн Рэнд.
9 марта 2013 года в Москве прошёл учредительный съезд ЛПР. На нём присутствовали представители 44 регионов России, свыше 100 членов партии и приглашённых гостей. В ходе съезда был избран новый состав Федерального комитета, а также утверждено официальное название партии: «Либертарианская партия России». В состав Федерального комитета ЛПР вошли: Андрей Шальнев (председатель партии), Сергей Веневитинов (вице-председатель), Максим Тюленин (секретарь), Вера Кичанова, Сергей Бойко, Владимир Осенин, Александр Симонцев, Евгений Калёнов и Павел Гнилорыбов.
На досрочных выборах мэра Москвы, состоявшихся 8 сентября 2013 года, Либертарианская партия не поддержала ни одного из выдвинувшихся кандидатов. ЛПР выступила с позицией: «Наш кандидат — второй тур». В день голосования представители ЛПР приняли участие в наблюдении на избирательных участках. После того как было объявлено о победе действующего мэра Сергея Собянина в первом туре, ЛПР выступила с требованием проведения второго тура, на основании многочисленных нарушений, допущенных при голосовании и подсчёте голосов.
Во время политического кризиса на Украине Либертарианская партия выступала с осуждением действий власти во главе с Виктором Януковичем, а также осуждала аннексию Крыма Россией. После начала вооруженного конфликта на востоке Украины ЛПР выступила с осуждением действий российского правительства, обвинив его в финансировании вооружённых формирований на востоке Украины за счёт российских налогоплательщиков.
Летом 2014 года ЛПР выдвинула кандидатом в Московскую городскую думу Веру Кичанову, муниципального депутата района Южное Тушино. Вера Кичанова выдвигалась во втором одномандатном округе (районы Северное и Южное Тушино, Куркино и Ново-Переделкино). После отказа партии Яблоко поддержать её кандидатуру Кичанова объявила о том, что идёт на выборы как самовыдвиженец. В ходе избирательной кампании Вера Кичанова и волонтёры, собиравшие подписи за её выдвижение, подверглись нападению со стороны сотрудников охраны ТЦ «Калейдоскоп», расположенного рядом с местом сбора подписей. Для регистрации требовалось собрать 6 тысяч подписей, но после того как были собраны 2,5 тысячи, избирательный штаб объявил о прекращении своей работы. Избирательная кампания была свёрнута.
15 сентября 2014 года председатель партии Андрей Шальнев был избран в Совет депутатов города Пушкино, набрав 662 голоса (28,36 %) избирателей и заняв второе место в пятимандатном округе.
6 марта 2015 был создан Международный альянс либертарианских партий (IALP). Либертарианская партия России ратифицировала Хартию IALP, став таким образом одним из членов-основателей Альянса (представитель ЛПР в IALP — Владимир Осенин). Летом 2015 года в рамках Либертарианского университета был организован курс лекций о политике и экономике от членов Партии и приглашённых докладчиков.
Четвёртый съезд Партии прошёл 31 октября 2015 в Москве. Он был в основном посвящён внесению поправок в уставные документы перед очередной попыткой регистрации Партии. На этом съезде поредевший прежний состав Федерального комитета досрочно сложил полномочия, после чего был сформирован новый состав ФК, наполовину состоявший из представителей региональных отделений. В состав нового Федерального комитета ЛПР вошли: Андрей Шальнев (как председатель избранных прошлым съездом на 4 года не переизбирался), Сергей Бойко, Алексей Овсиенко, Дмитрий Нескоромный, Юрий Ноздрин, Станислав Жарков, Дмитрий Максимов, Сергей Махтанов, Марлен Мартиросов, Владимир Осенин и Николай Прохоров.

### Выборы в Государственную Думу седьмого созыва 2016 года
20 апреля 2015 года Либертарианская партия объявила о вступлении в коалицию оппозиционных сил на базе партии РПР-ПАРНАС для участия в региональных выборах 2015 года и выборах в Государственную думу, намеченных на сентябрь 2016 года.
10 декабря 2015 года в Москве состоялось собрание всех членов демократической коалиции и было принято решение участвовать в выборах в Государственную Думу 2016 года на платформе зарегистрированной Партии народной свободы (ПАРНАС). Помимо Либертарианской партии России, в демократическую коалицию вошли представители партий: Партии народной свободы (ПАРНАС), Демократического Выбора, Партии Прогресса, Партии 5 декабря, движения Солидарность. В рамках Демократической коалиции кандидатом от либертарианцев стал местный предприниматель Михаил Сазонов, который выдвинулся кандидатом в Калужскую областную и городскую думу на региональных выборах 2015 года.
Несмотря на то, что Демократическая коалиция решила отказаться от выдвижения партийного списка на выборах, ЛПР продолжила сбор подписей за своего кандидата в одномандатном округе и 29 июля сдала в избирательную комиссию необходимые для выдвижения документы. За Михаила Сазонова было собрано 1857 подписей калужан, из них в избирательную комиссию было подано 1280 (максимально возможное количество). На заседании областной избирательной комиссии 5 августа было принято решение отказать в регистрации Михаилу Сазонову на основании заключения графолога, нашедшего в подписных листах несколько «поддельных подписей». Широкое распространение получило видео, на котором люди, по мнению графолога, подделавшие свои собственные подписи, требуют объяснений от избирательной комиссии.
В 2016 году члены Либертарианской партии России участвовали в выборах в Государственную Думу седьмого созыва, где на платформе зарегистрированной Партии народной свободы (ПАРНАС) были выдвинуты по двум одномандатным избирательным округам, по избирательному округу № 70 (Комсомольский, Хабаровский край) был выдвинут Александр Симонцев, по избирательному округу № 125 (Сергиево-Посадский, Московская область) был выдвинут Андрей Шальнев. Оба кандидата были зарегистрированы Окружными избирательными комиссиями.
По результатам голосования Партия народной свободы (ПАРНАС) заняла одиннадцатое место и не преодолела 5 % барьер, набрав 0,73 % голосов.
Из двух одномандатных округов, где участвовали кандидаты из Либертарианской партии России, никто из них не сумел победить: на 70-м одномандатном избирательном округе Александр Симонцев набрал 2,01 % голосов, на 125-м одномандатном избирательном округе Андрей Шальнев набрал 4,78 % голосов.

### 2017 год
Пятый съезд Партии 4 марта 2017 решил приостановить попытки регистрации Либертарианской партии до изменения политической обстановки в стране. На этом съезде прошли выборы председателя Федерального Комитета, по итогам которых Андрея Шальнева, возглавлявшего ЛПР с 2011 года, сменил Сергей Бойко. Съезд поддержал регистрацию Алексея Навального в качестве кандидата на президентских выборах, подчеркнув вместе с тем существующие идеологические разногласия в программе.
На муниципальных выборах 2017 года из числа членов Партии баллотировалось 7 человек, из них пятеро — в Москве. По итогам кампании Дмитрий Максимов одержал победу в Якиманке, а ещё один депутат Якиманского совета Дмитрий Петров вступил в ЛПР вскоре после выборов. На дополнительных выборах депутатов Совета Депутатов города Пушкино, состоявшихся 10 сентября 2017 года, команда бывшего председателя партии Андрея Шальнева победила со 100 % результатом (2 мандата из 2).
Члены Либертарианской партии активно участвовали в гражданском протесте, многие присоединились к акциям Навального 26 марта и 12 июня 2017. В ходе митинга 26 марта 2017 в Петрозаводске сперва пытались похитить, а затем арестовали либертарианца Виталия Флеганова. Партия объявила срочный сбор средств на правовую защиту и освещала ход дела о «нарушении порядка проведения митинга» (Флеганова оправдали на пятом заседании суда). В мае 2017 активист ЛПР в Казани Искандер Гумербаев получил 12 суток административного ареста и 35 часов обязательных работ за установку агитационного куба в поддержку Алексея Навального на центральной площади города.
5 ноября 2017 года в ходе Чтений Адама Смита полиция задержала свыше 30 человек из числа участников конференции, в том числе лектора Михаила Светова и модератора Михаила Пожарского. Поводом стало то, что они возвращались с обеденного перерыва из кафе не поодиночке, а полиция в этот день ловила сторонников Мальцева. Во время пребывания в спецмашине Михаил провёл краткую лекцию о пользе либертарианства для малоимущих слоёв населения.
Несмотря на беспрецедентное давление государства (которое продолжилось и в 2018 году уголовным делом на Дмитрия Клепикова за коммуникацию в интернете и нападением на Михаила Светова в кемеровском аэропорту), Либертарианская партия продолжила активную политическую и просветительскую деятельность. Либертарианцы проводили дебаты, пикеты и митинги, участвовали в наблюдении на местных и федеральных выборах (на президентских выборах 2018 года члены ЛПР вели наблюдение в ряде регионов по всей России), выдвигали законодательные инициативы (отмена транспортного налога в Москве).
С 2017 года большую популярность приобрёл YouTube-канал Михаила Светова SVTV, в мессенджере Telegram организованы публичные чаты и каналы. Ощутимо возросла самостоятельная активность региональных отделений.

### 2018 год
30 апреля в Москве на проспекте Академика Сахарова в связи блокировкой Telegram в России состоялся митинг «Против блокировки Telegram». Событие охватило, по разным подсчётам, от 7,5 до 12,5 тыс. человек. На акции выступали: Алексей Навальный, Сергей Бойко, Александр Исавнин, Дмитрий Богатов, Сергей Смирнов, Михаил Светов, Роман «Loqiemean» Худяков и другие.

### 2019 год

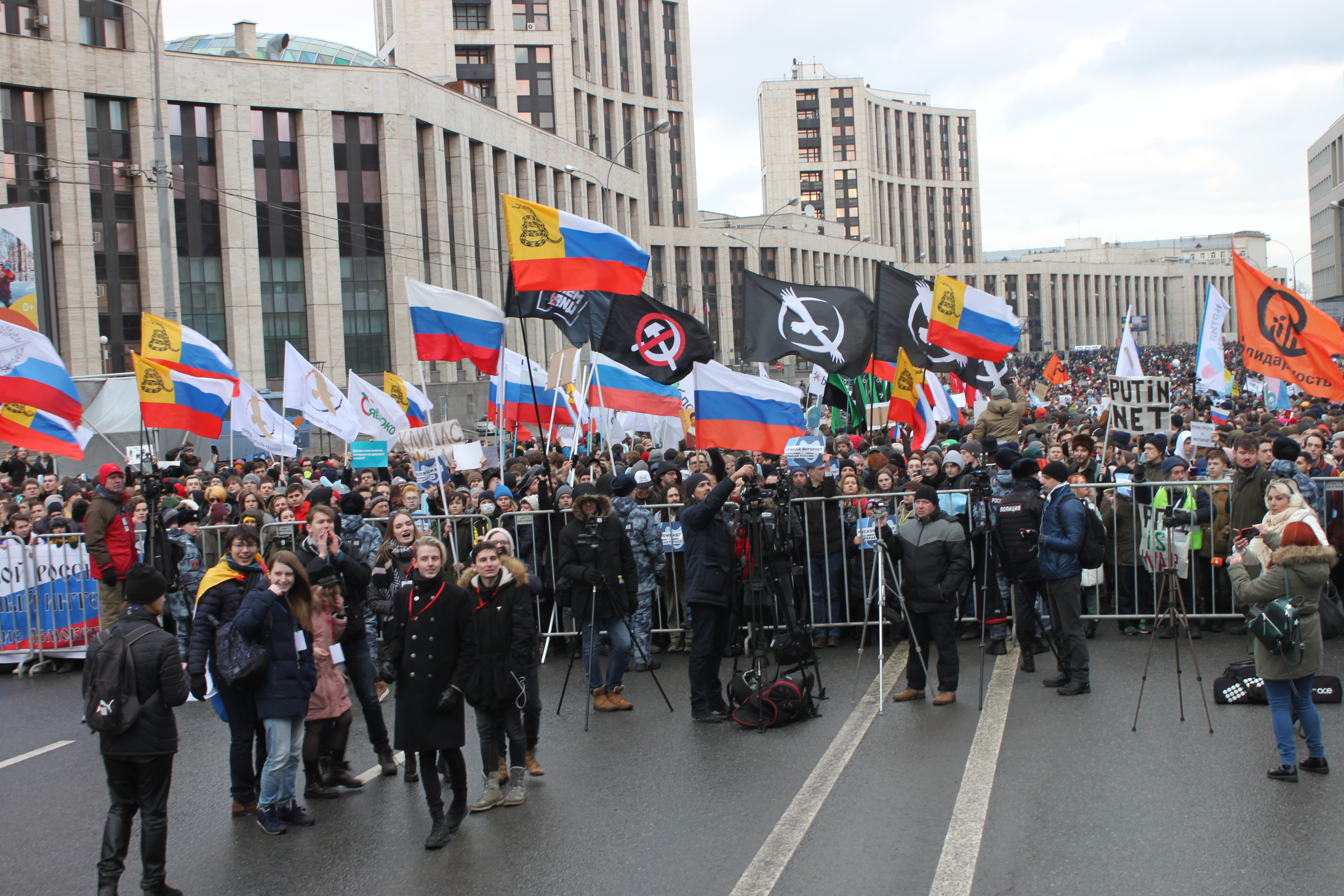
Митинг против изоляции интернета в Москве.

10 марта в Москве и ряде регионов России прошли митинги «Против изоляции интернета», организованные и проводившиеся при поддержке партии. В Москве мероприятие на проспекте Академика Сахарова собрало около 16 000 человек, представляющих широкий спектр политических движений. Реализовывая право на «частную дискриминацию», организаторы акции отказали представителям Russia Today и Life в размещении в пресс-зоне митинга. По мнению Russia Today ситуация выглядела иначе и каналу запретили работать на митинге в целом, нарушив право на свободу информации. Нарастающий скандал стал предметом новостных сюжетов в федеральной сетке вещания. Либертарианская партия России опубликовала снимки съёмочной группы, на которых отчётливо видно, что журналистов не пустили через служебный вход в пресс-зону. Проход для участников митинга, находящийся под охраной московской полиции, был открыт для всех. Руководство Life своих претензий к организаторам не заявило. В сети также появилось анонимное конспирологическое «расследование», касающееся спонсирования митинга известным блогером Pewdiepie. В своём выступлении член федерального комитета «Либертарианской партии России» Михаил Светов высказал «Глубокое неуважение этой власти», которое связано с тем, что она не обладает главными качествами: честностью, справедливостью и порядочностью. В заключении своей речи на митинге Светов заявил, что ни один из 24 топовых ютуб-блогеров, которых он призвал прийти и выступить на митинге, не согласился.
Летом 2019 года Роскомнадзор внёс в реестр запрещённых сайтов старую страницу Михаила Светова в Instagram: в ходе судебной экспертизы некоторые из публикаций были признаны детской порнографией. Роскомнадзор потребовал от соцсети удалить этот контент. 6 ноября 2019 года было возбуждено уголовное дело по ст. 135 УК РФ (развратные действия в отношении несовершеннолетнего) из-за поста в том же старом аккаунте Instagram, по которому Михаил проходит свидетелем. Полицейские провели обыск в квартире Михаила, в ходе которого изъяли сервер. Светов называет следственные мероприятия очередной попыткой давления властей из-за своей политической деятельности.

### После вторжения России на Украину
Начало военного вторжения России на территорию Украины привело к тому, что многим членам партии пришлось покинуть Россию в связи с усилением преследования со стороны государства, а также введения новых административных и уголовных статей, в частности — ст. 20.3.3 КоАП РФ, ст. 207.3 и 280.3 УК РФ, которые создали угрозу преследования членов партии.
Осенью 2023 года состоялись VIII по счёту съезды обеих партий. По результатам съездов были избраны новые председатели — Сергей Карнавский (16 сентября) и Марина Мацапулина (15 октября). Съезды полностью переизбрали центральные органы партий на срок до 2027 года.

## Представительство Либертарианской партии России в органах власти
Член Либертарианской партии России Виктор Воробьёв возглавлял фракцию КПРФ в Государственном Совете Республики Коми (до апреля 2024 года). 24 октября 2024 года был досрочно лишён мандата депутата.

## Внутрипартийные конфликты

### Кризис 2010 года
В 2010 году часть членов партии во главе с одним из основателей организации Олегом Хриенко покинула её и создала «Партию свободы», впоследствии переименованную в «Альянс свободы». Перед первым съездом партии в 2011 году часть членов выражала недовольство новым уставом, а после того как съезд почти единогласно принял этот устав — покинула организацию.

### Кризис 2012—2013 годов
В феврале 2012 года избранный на первом съезде казначеем партии Александр Широковских-Смирнов заявил о создании нового организационного комитета по созданию Либертарианской партии в составе 11 человек, 10 из которых ранее не входили в состав ЛПР. При этом руководство партии во главе с Андреем Шальневым заявило, что Широковских-Смирнов за месяц до этого был смещён с поста казначея за неисполнение обязанностей, и обвинило в присвоении принадлежащих партии доменных имён libertarianparty.ru и libertarians.ru.
На 7 марта 2013 года в Министерстве юстиции России числились «действующими» три оргкомитета:
- 28 марта 2012 года Александр Широковских-Смирнов подал уведомление от имени оргкомитета по созданию «Либертарианской партии»[80];
- 29 марта 2012 года Андрей Шальнев подал уведомление от имени оргкомитета по созданию «Либертарианской партии России»[81];
- Зарегистрирован также оргкомитет «Альянса свободы», уведомление от имени которого было подано 20 марта 2012 года Романом Балакиревым.

### Нападение в Санкт-Петербурге
20 сентября 2018 года в Санкт-Петербурге на Михаила Светова было совершено вооружённое нападение. В ходе встречи Михаила с членами регионального отделения член ЛПР Андрей Волков после короткой перепалки со Световым достал нож и напал на Михаила. При этом нападавший вёл скрытую видеосъёмку. По мнению руководящих органов партии, это даёт основания полагать, что изначально против Михаила готовилась некая провокация. По итогам инцидента член ЛПР, напавший на Михаила, был исключён из партии, а 27 сентября 2018 на внеочередном заседании Федерального комитета ЛПР из партии был также исключён ряд представителей руководящих и ревизионных органов Санкт-Петербургского отделения, обвинённых во внешнем управлении отделением, систематической лжи членам партии и провоцировании раскола внутри отделения. Исключённые из партии и вышедшие добровольно в знак солидарности с обвиняемыми люди позже создали организацию «Чайный клуб».

### Раскол 2020 года
4 августа 2020 года на сайте ЛПР появилось заявление Федерального комитета о том, что группа лиц под руководством лидера партии Сергея Бойко и члена Федерального комитета партии Андрея Шальнева планирует устроить раскол, исключить оппонентов и провести спойлерный съезд. Там также был опубликован фрагмент записи Zoom-совещания Сергея Бойко со сторонниками. В заявлении Федерального комитета также указывалось, что в скором времени возможен захват партийного сайта и некоторых соцсетей. На следующий день данное заявление было удалено, а председатель ЛПР Сергей Бойко и председатель Этического комитета ЛПР Владимир Осенин сделали совместное заявление о том что «… в Либертарианской партии России происходит попытка административного переворота, организаторы которого — руководство фракции „Принципы и дело“ в составе Михаила Светова, Ярослава Конвея, Игоря Ефремова, Игоря Романова и Антона Овчарова». Пресс-секретарь партии Александр Гуд позже заявил о потере Федеральным комитетом контроля над сайтом libertarian-party.ru и представил подконтрольный Федеральному комитету домен lp-russia.org.
26 сентября 2020 года в помещении, где проходило общее собрание Московского отделения ЛПР (Бойко), член фракции «Принципы и дело» Антон Овчаров распылил перцовый баллончик. По заявлению одной из сторон, это была попытка сорвать мероприятие, другой — баллончик был использован для самообороны.